# City-Hochhaus
City-Hochhaus  es un rascacielos de 36 plantas situado en Leipzig, Alemania. Con 142 m de altura, es el edificio más alto de la ciudad. Fue diseñado por el arquitecto Hermann Henselmann con la forma de un libro abierto, y construido entre 1968 y 1972. Seguía la idea de Henselmann de construir una gran torre en los lugares centrales de las ciudades, como la Jen-Tower en Jena y el Torre de telecomunicaciones de Berlín en Berlín.
City-Hochhaus era originalmente parte del campus de la Universidad de Leipzig en Augustusplatz, pero fue vendido por el Gobierno de Sajonia y ahora es propiedad del banco de inversión estadounidense Merrill Lynch. Fue renovado completamente entre 1999 y 2002, cuando perdió su revestimiento de aluminio, que fue sustituido por granito gris. Contiene oficinas en alquiler con inquilinos como la emisora de radio y televisión MDR, la Bolsa Europea de la Energía y el restaurante Panorama. En la azotea hay una plataforma de observación.
El edificio es apodado por los locales Weisheitszahn (muela del juicio) debido a su forma o Uniriese (gigante de la universidad) debido a su antiguo uso. 

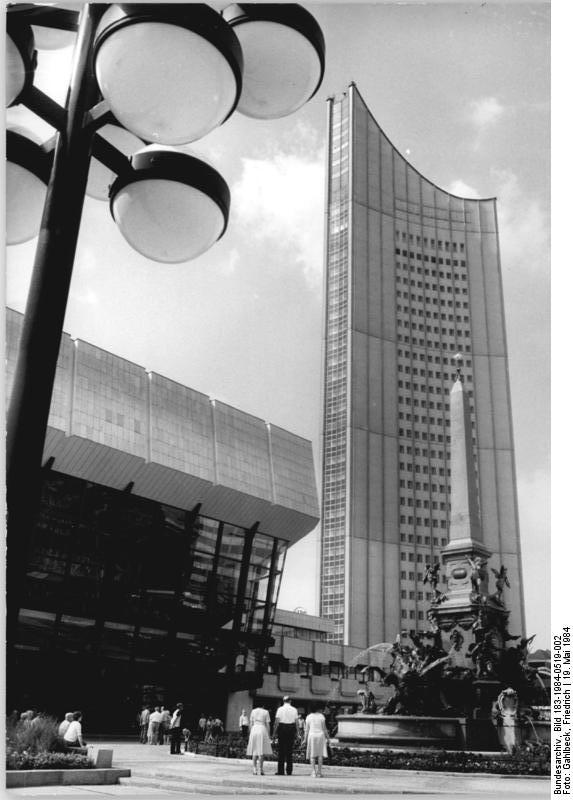
El edificio en 1984
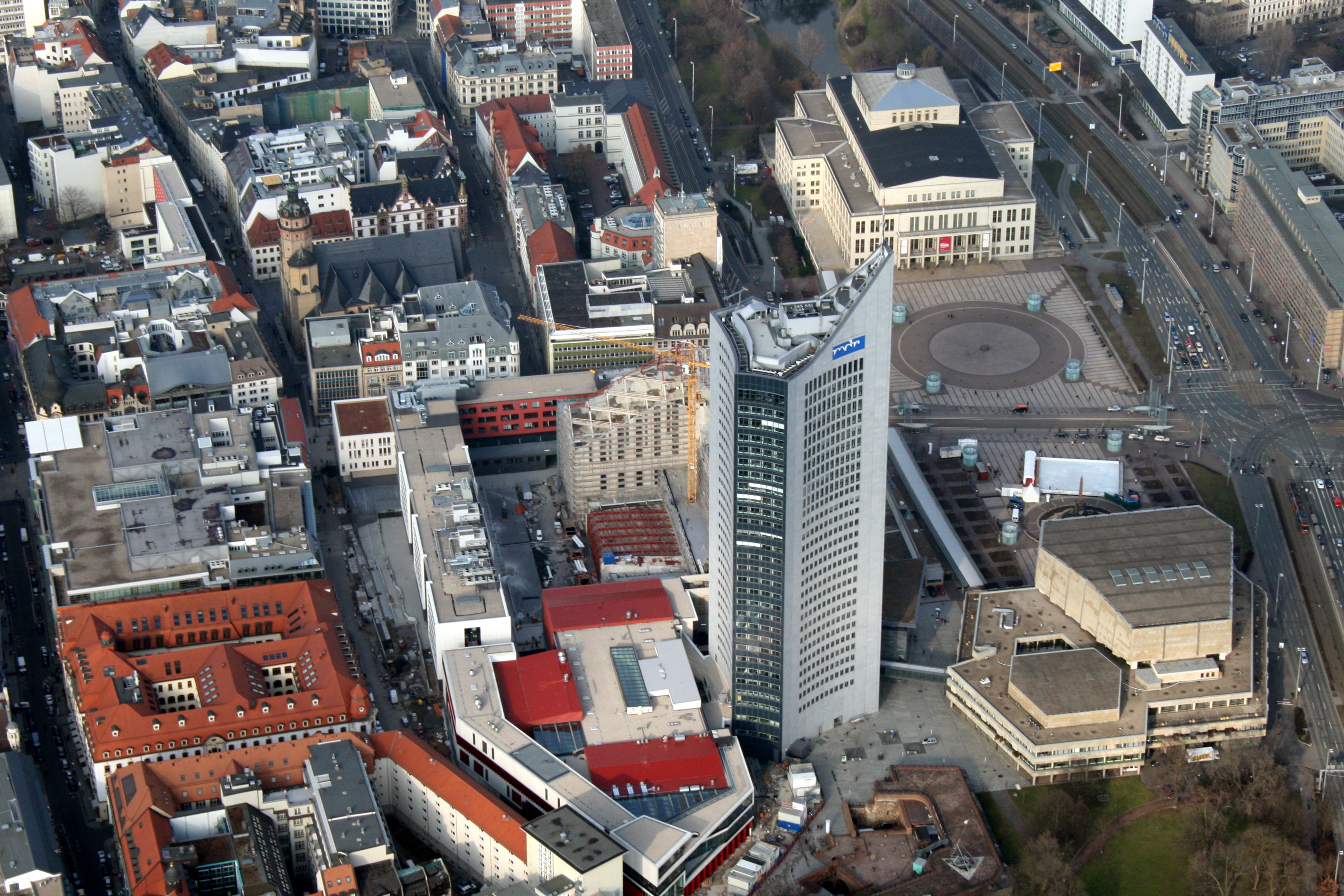
City-Hochhaus desde arriba
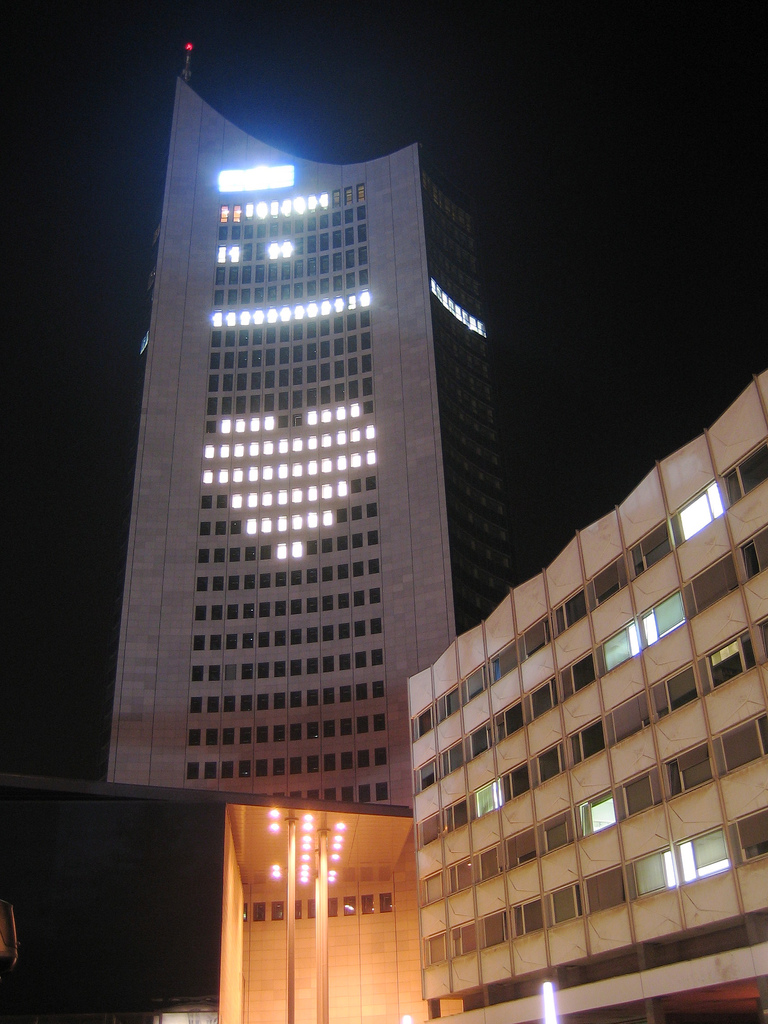
Por la noche
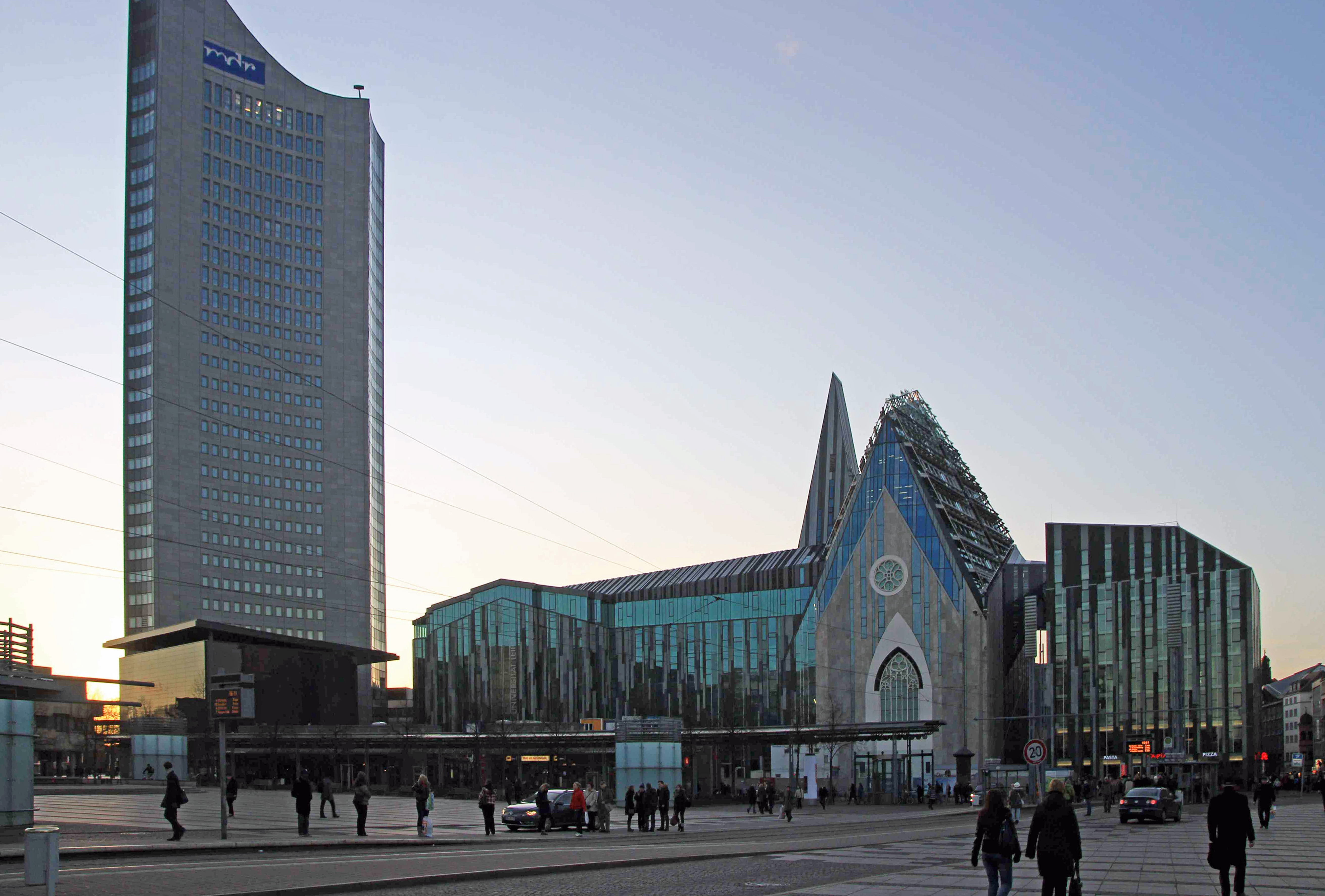
El Augusteum de la Universidad de Leipzig, con el rascacielos en la izquierda
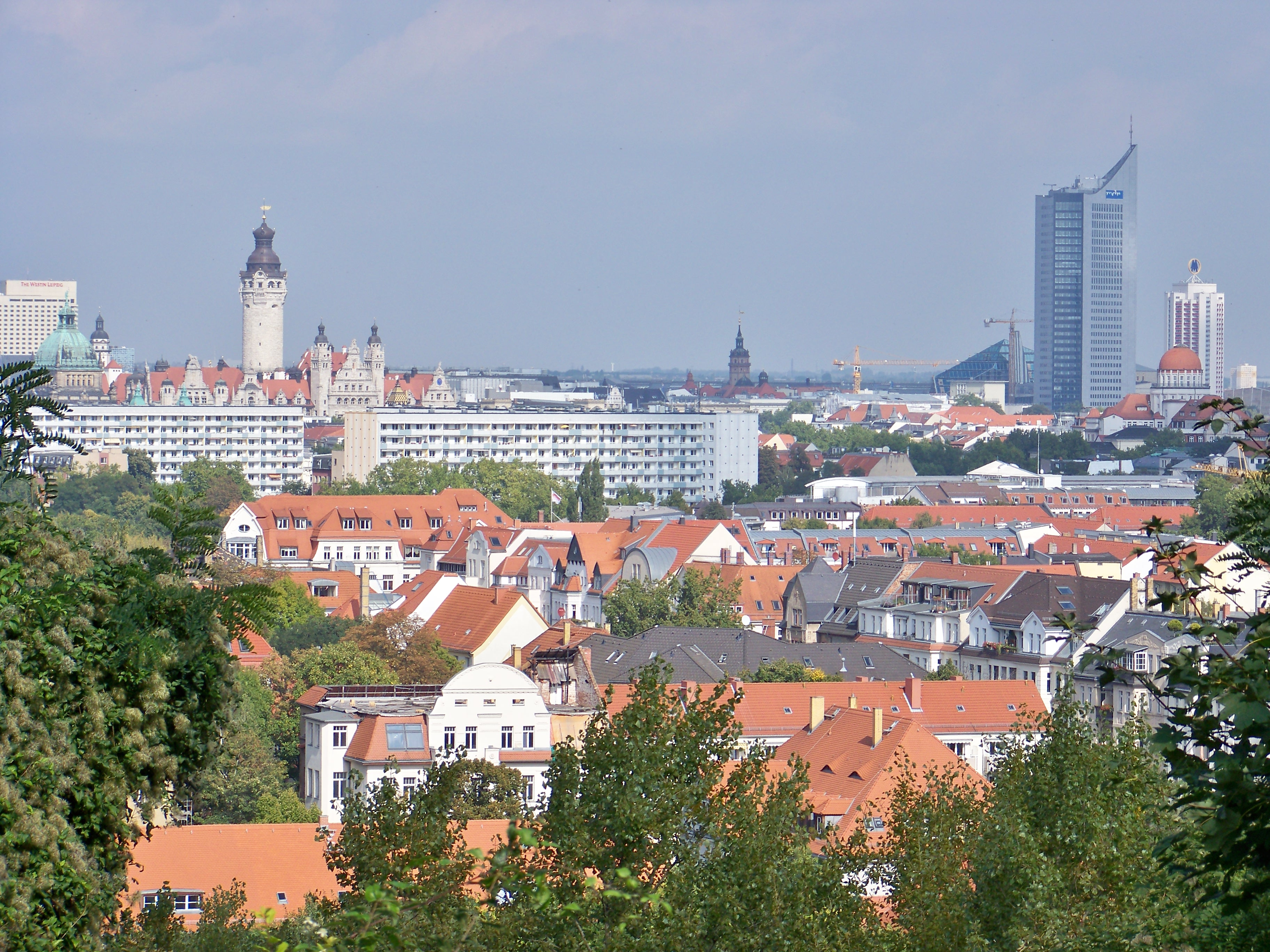
El skyline de Leipzig, dominado por City-Hochhaus